# Brachyodina tomentosa
Brachyodina tomentosa är en tvåvingeart som först beskrevs av James 1974.  Brachyodina tomentosa ingår i släktet Brachyodina och familjen vapenflugor.
Artens utbredningsområde är Peru. Inga underarter finns listade i Catalogue of Life.